# Čípek (rostlina)

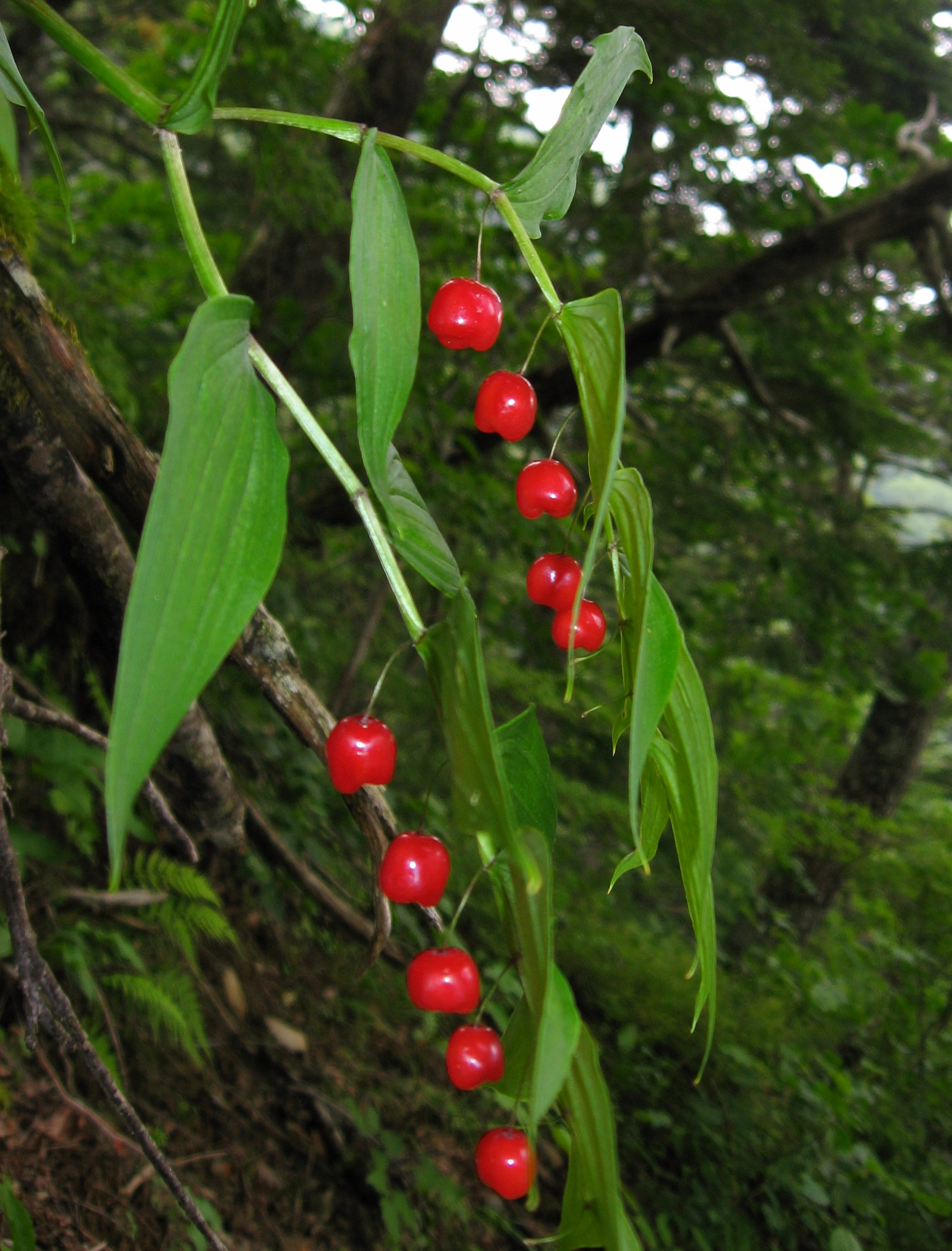
Plodící Streptopus streptopoides var. japonicus

Čípek (Streptopus) je rod jednoděložných rostlin z čeledi liliovité. Jsou to vytrvalé byliny s přímou olistěnou lodyhou a převislými květy se šestičetným okvětím. Plodem je bobule. Rod zahrnuje asi 10 druhů a je rozšířen v mírném pásu severní polokoule. Nejvíc druhů roste ve východní Asii. V České republice se vyskytuje čípek objímavý, bylina vlhkých horských smrčin. Některé druhy jsou občas pěstovány jako stínomilné okrasné trvalky.

## Popis
Čípky jsou vytrvalé byliny s krátkým, plazivým oddenkem a přímou, jednoduchou nebo v horní části větvenou, olistěnou lodyhou. Listy jsou jednoduché, střídavé, přisedlé, často trochu objímavé, s tenkou, kopinatou, eliptickou nebo vejčitou čepelí. Žilnatina je tvořena mnoha souběžnými žilkami. Květy jsou oboupohlavné, dlouze stopkaté a nící, zvonkovité až téměř kolovité, vyrůstající po 1 až 2 z úžlabí listu nebo výjimečně vytvářející chudokvěté vrcholové květenství. Okvětí se skládá ze 6 volných okvětních lístků ve 2 kruzích a je bílé, žlutozelené nebo narůžovělé. Tyčinek je zpravidla 6 a jsou přirostlé k bázi okvětních lístků. Nitky tyčinek jsou obvykle na bázi ploché. Gyneceum je srostlé ze 3 plodolistů obsahujících zpravidla po 6 až 8 vajíčkách (řidčeji méně). Semeník nese jednu čnělku zakončenou celistvou nebo nepatrně laločnatou bliznou. Plodem je dužnatá, kulovitá, za zralosti oranžová až červená bobule.

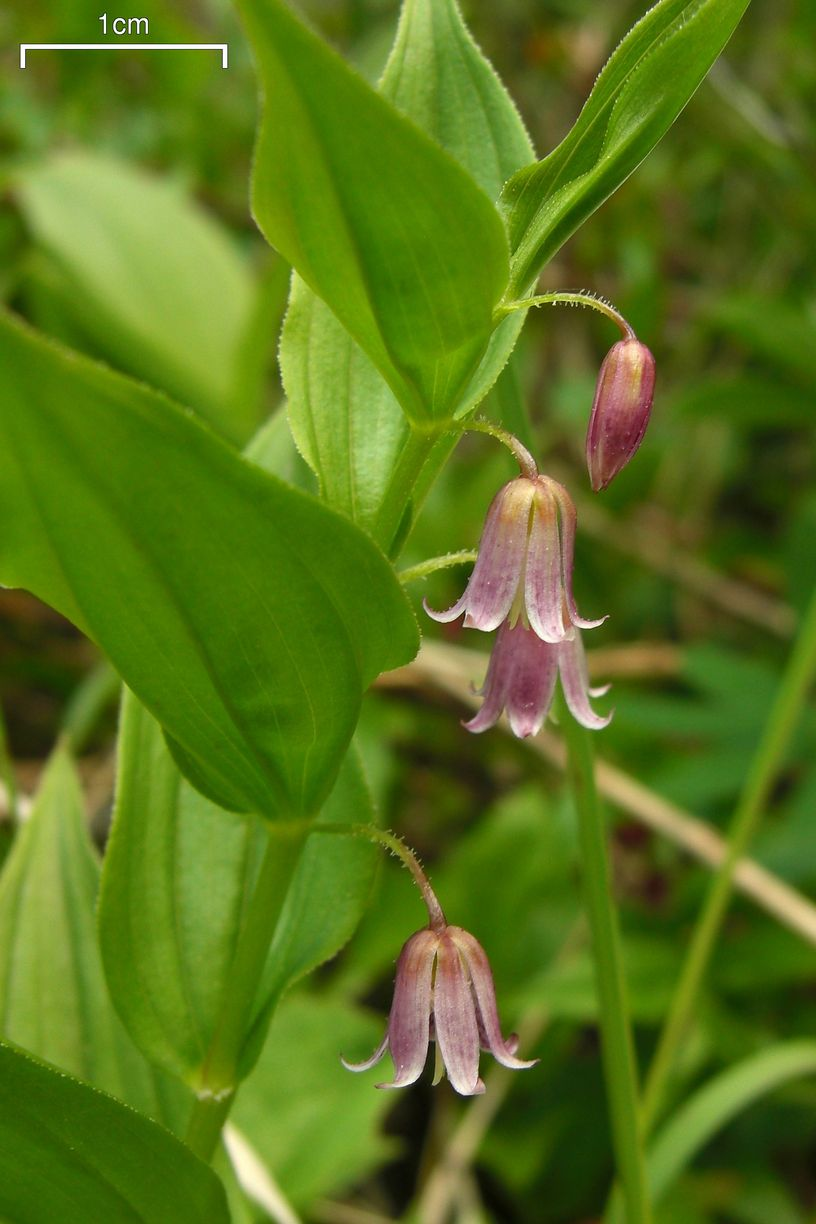
Kvetoucí Streptopus lanceolatus
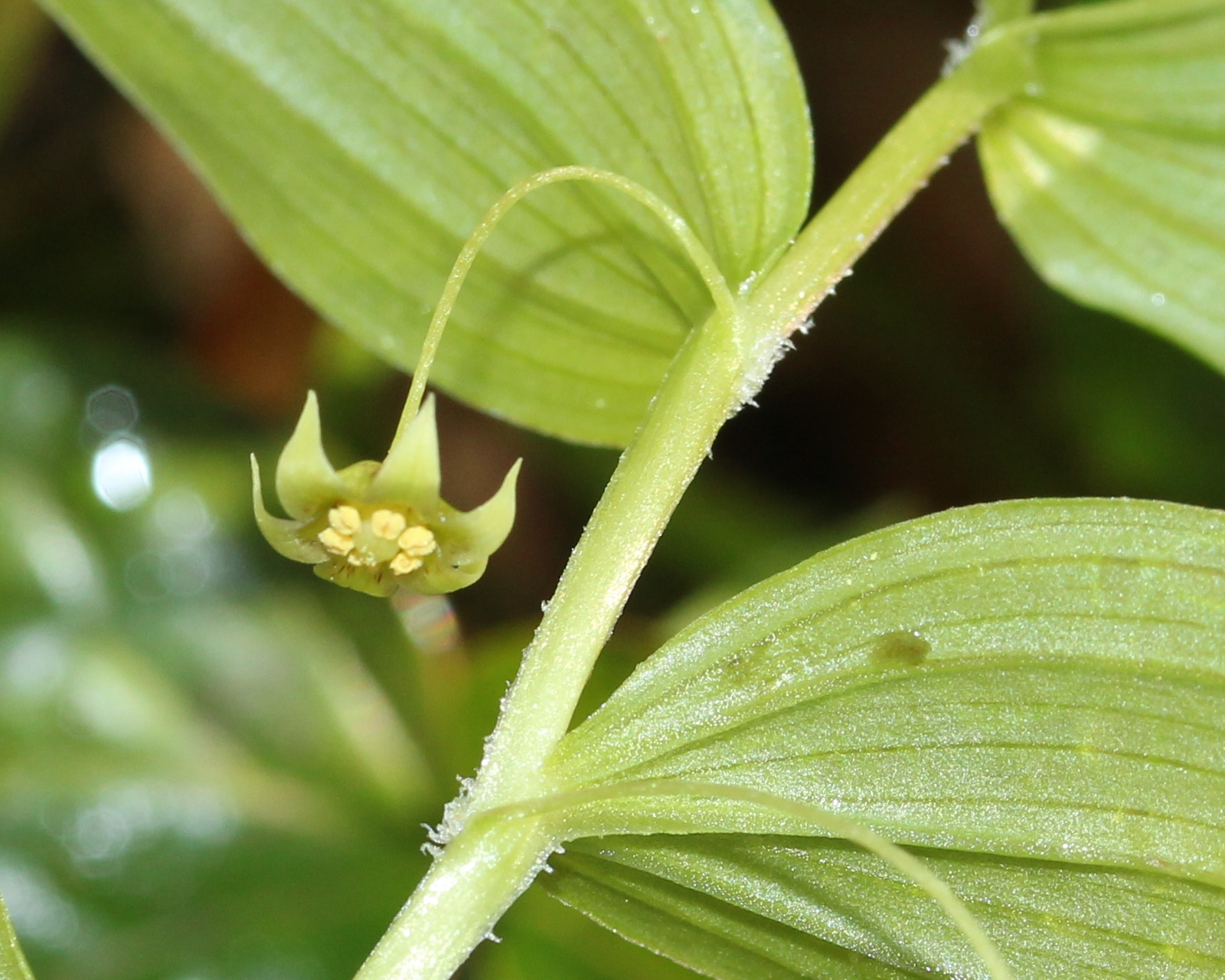
Květ S. streptopoides var. japonicus
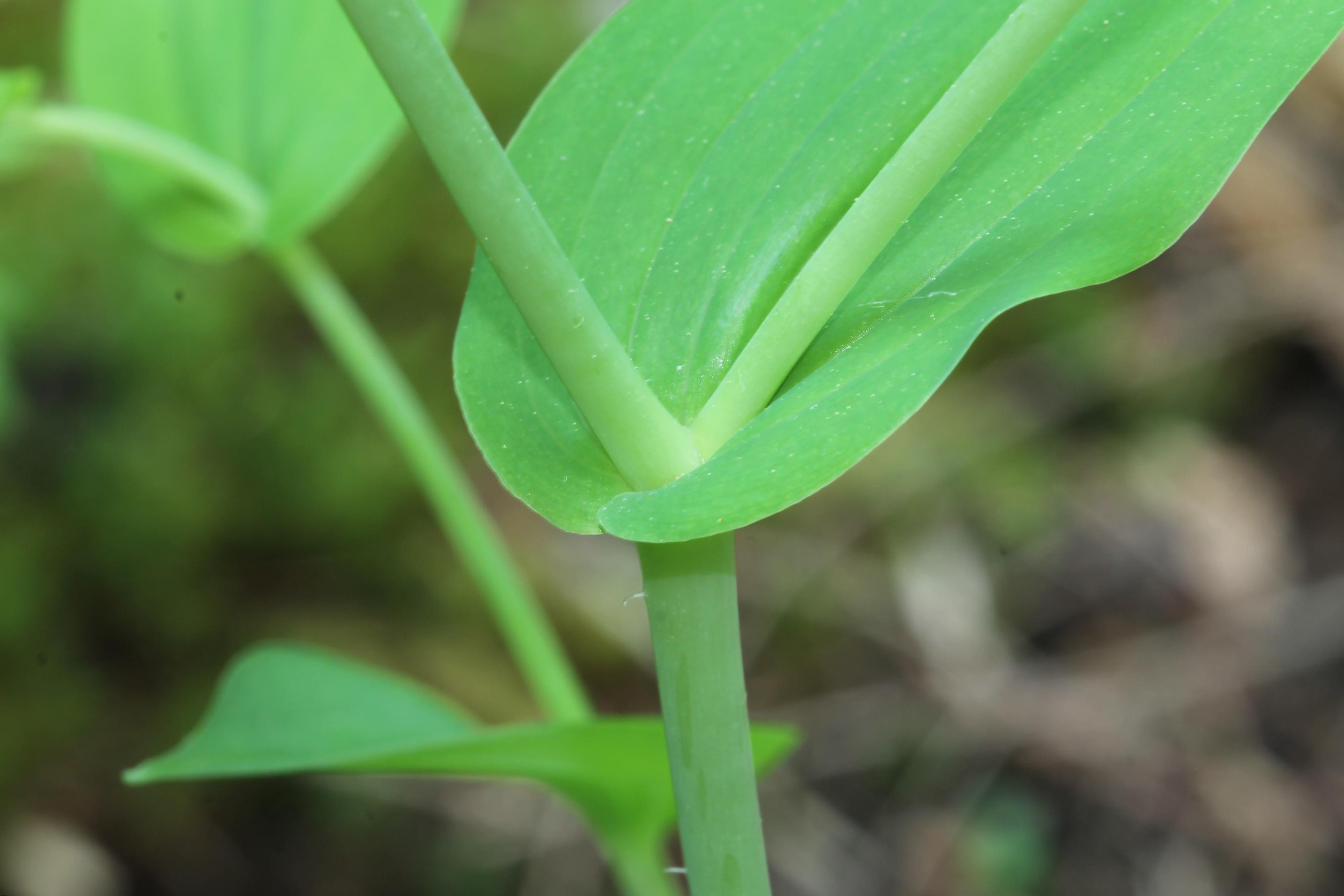
Báze listu čípku objímavého
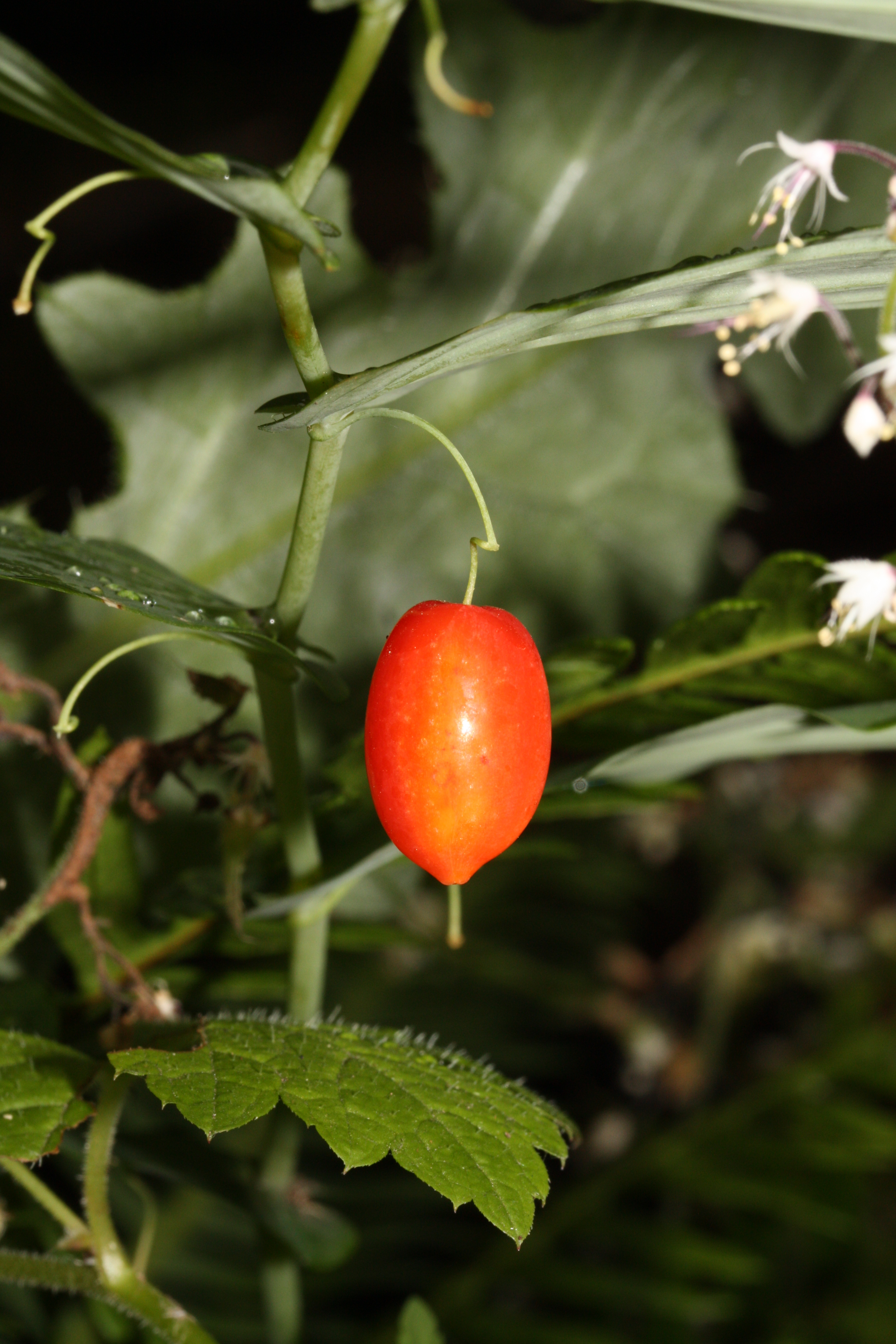
Plod čípku objímavého

## Rozšíření
Rod zahrnuje asi 10 druhů. Je rozšířen v mírném až chladném pásu severní polokoule. Nejvíce druhů roste ve východní Asii a Severní Americe. V Evropě roste jediný zástupce, čípek objímavý (Streptopus amplexifolius), rozšířený v horských oblastech od Pyrenejského poloostrova až po Karpaty. V České republice je rozšířen zejména v horských smrčinách pohraničních hor a Žďárských vrchů. Vyskytuje se hlavně na vlhčích a úživnějších, stinných stanovištích.

## Taxonomie
V současné taxonomii je rod Streptopus řazen do čeledi liliovité (Liliaceae).
V některých starších systémech byl řazen do čeledi konvalinkovité (Convallariaceae), popř. listnatcovité v širším pojetí (Ruscaceae s.l.).

## Zástupci
- čípek objímavý (Streptopus amplexifolius)

## Význam
Některé druhy jsou celkem zřídka pěstovány jako stínomilné okrasné rostliny. Pěstuje se zejména čípek objímavý a severoamerický druh Streptopus lanceolatus (syn. S. roseus) s růžovými květy.

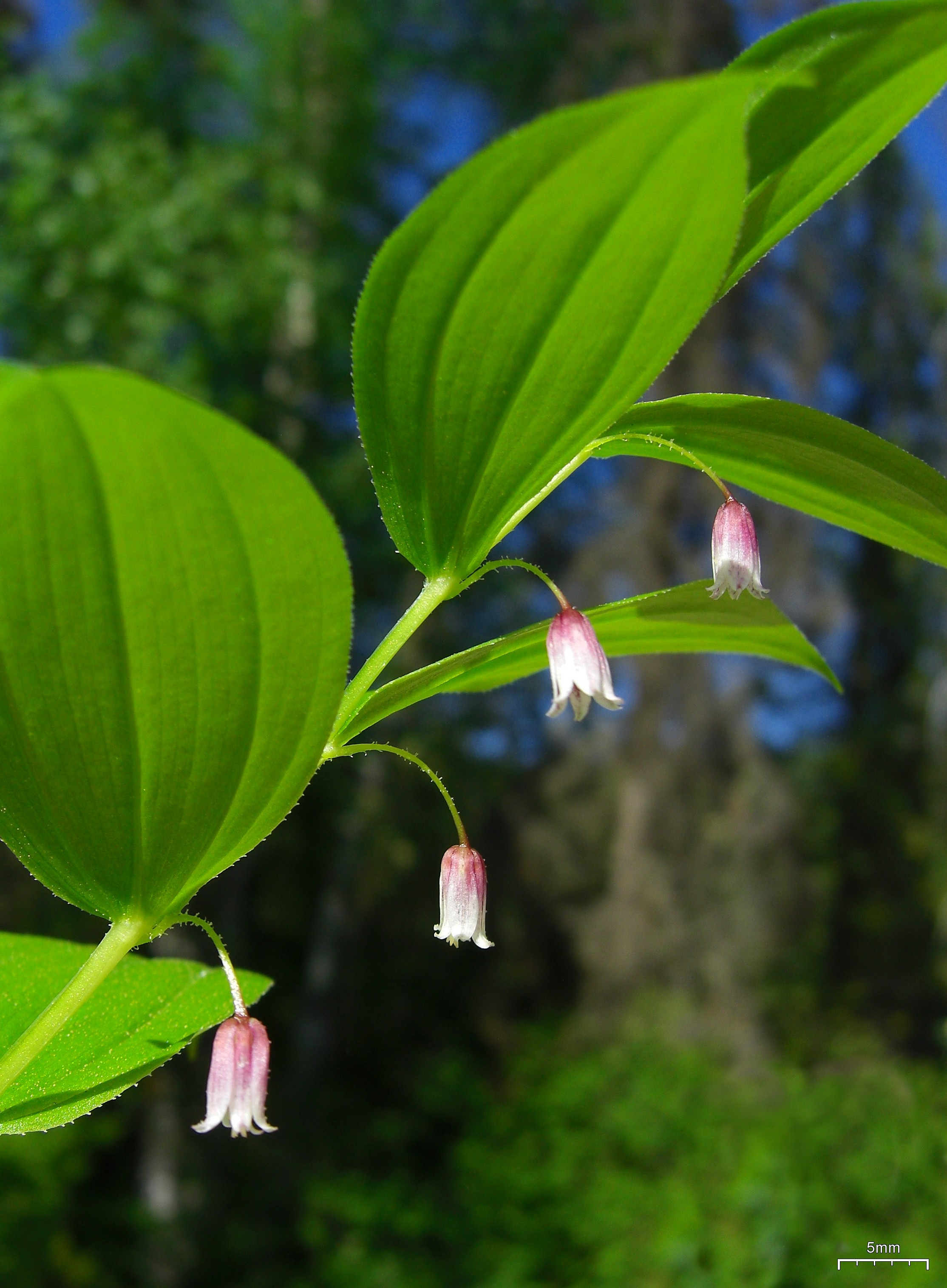
Streptopus lanceolatus

## Přehled druhů a jejich rozšíření
- Streptopus amplexifolius – Evropa, Asie, Severní Amerika
- Streptopus chatterjeeanus – východní Himálaj
- Streptopus koreanus – Čína, Korea
- Streptopus lanceolatus – Severní Amerika
- Streptopus obtusatus – Čína
- Streptopus x oreopolus – severovýchod Severní Ameriky
- Streptopus ovalis – Čína, Korea
- Streptopus parasimplex – Himálaj
- Streptopus parviflorus – jižní Čína
- Streptopus simplex – jižní Čína, Himálaj
- Streptopus streptopoides – východní Asie, západ Severní Ameriky[4][3][2]